# Апсолон, Андрей Николаевич
Андрей Николаевич Апсоло́н (13 [26] марта 1908, Псков, Российская империя — 26 февраля 1994, Санкт-Петербург, Россия) — советский актёр театра и кино, поэт-песенник.

## Биография
Родился 13 (26 марта) 1908 года во Пскове.
В 1927—1930 годах учился в Ленинградском техникуме сценических искусств (курс С. А. Герасимова).
С 1930 года — актёр киностудии «Ленфильм».
В 1941—1942 годах — участник Великой Отечественной войны, командовал взводом на Ленинградском фронте. Был тяжело ранен в руку.
В 1948—1951 годах — заместитель генерального директора «Совэкспортфильма».
С 1951 года — режиссёр киностудии «Ленфильм», затем — режиссёр дубляжа. Умер 26 февраля 1994 года. Похоронен в Санкт-Петербурге на Большеохтинском кладбище.

## Фильмография

### Режиссёр
1. 1939 — Патриот сорежиссёр
2. 1953 — Над Неманом рассвет сорежиссёр
3. 1955 — Герои Шипки сорежиссёр
4. 1955 — Таланты и поклонники (совместно с Б. М. Дмоховским)
5. 1956 — Приключения Артёмки
6. 1959 — Люди голубых рек
7. 1967 — Его звали Роберт сорежиссёр
8. 1968 — Снегурочка сорежиссёр

### Сценарист
1. 1939 — Патриот
2. 1940 — Дальнее плаванье

### Автор текстов песен
1. 1936 — Семеро смелых
2. 1937 — Волочаевские дни
3. 1937 — Лейся, песня, на просторе
4. 1937 — За Советскую Родину
5. 1938 — Год девятнадцатый
6. 1938 — Комсомольск
7. 1943 — Жди меня

### Актёрские работы
- 1930 — Города и годы
- 1931 — Высота 88,5
- 1932 — Аноха — Борька
- 1932 — Личное дело — Гриша
- 1932 — Ошибка героя — Кутузов
- 1934 — Чапаев — часовой
- 1934 — Наследный принц Республики — Андрей
- 1936 — Девушка спешит на свидание
- 1936 — Семеро смелых — метеоролог Ося Корфункель
- 1937 — Большие крылья — Борька
- 1937 — Волочаевские дни — Лёнька
- 1938 — Год девятнадцатый — ординарец Лёнька
- 1939 — Шуми городок — Пожарный
- 1939 — Патриот — пионервожатый
- 1939 — Эскадрилья № 5 — Сёма Гнатенко
- 1943 — Жди меня — раненый
- 1943 — Фронт
- 1946 — Сыновья
- 1968 — Снегурочка — Бобыль Бакула
- 1971 — Найди меня, Лёня! — шарманщик
- 1972 — Круг — кладовщик
- 1973 — Плохой хороший человек — Битюгов